# Ixia longituba
Ixia longituba är en irisväxtart som beskrevs av Nicholas Edward Brown. Ixia longituba ingår i släktet Ixia och familjen irisväxter.

## Underarter
Arten delas in i följande underarter:
- I. l. bellendenii
- I. l. longituba